# كاجا جوفان
كاجا جوفان (مواليد 25 نوفمبر 2000) هي لاعبة كرة مضرب سلوفينية، أفضل تريب لها كان ال58 وحصلت عليه في يونيو 2022.

## روابط خارجية
- كاجا جوفان على موقع رابطة محترفات التنس (الإنجليزية)
- كاجا جوفان على موقع الاتحاد الدولي لكرة المضرب (الإنجليزية)
- كاجا جوفان على موقع كأس بيلي جين كينغ (الإنجليزية)
- كاجا جوفان على موقع بطولة ويمبلدون (الإنجليزية)
- كاجا جوفان على موقع خلاصة التنس.كوم (الإنجليزية)
- كاجا جوفان على موقع إي إس بي إن.كوم (الإنجليزية)
- كاجا جوفان على موقع أوليمبيديا (الإنجليزية)